# Neuvy-sur-Loire
Neuvy-sur-Loire – miejscowość i gmina we Francji, w regionie Burgundia-Franche-Comté, w departamencie Nièvre.
Według danych na rok 1990 gminę zamieszkiwały 1333 osoby, a gęstość zaludnienia wynosiła 63 osoby/km² (wśród 2044 gmin Burgundii Neuvy-sur-Loire plasuje się na 172. miejscu pod względem liczby ludności, natomiast pod względem powierzchni na miejscu 407.).